# Rangerlokomotiv
Et rangérlokomotiv er et lokomotiv, der primært bruges til rangering. Det er hverken stort eller hurtigt, men kan til gengæld trække tunge togstammer over kortere strækninger.
Typiske hjemsteder for rangerlokomotiver er rangerbanegårde, godsbanegårde, havnespor eller industriområder, hvor det overordnede baneselskab transporterer en lang togstamme til et sidespor, hvorfra rangerlokomotivet splitter stammen op til de enkelte destinationer og efterfølgende samler vognene til nye tog.
Derudover betjener rangerlokomotiver også lokale sidespor og mindre godsbaner.
Endelig bruges de også i persontrafikken til oprangering af lokomotivtrukne persontog på ende- og forgreningsstationer samt til mindre persontog på sidebaner.
Oftest er lokomotivet opbygget med let ind- og udstigning, platforme til at gå stort set hele vejen rundt på lokomotivet eller ekstra bredt førerrum, så man kan kigge uden om en række vogne. Visse steder udføres rangeringen dog af ældre strækningslokomotiver, der af den ene eller anden årsag er taget ud af den egentlige banedrift.
Mindre rangerlokomotiver, der ikke nødvendigvis kræver uddannelse som lokomotivfører af føreren, kaldes rangertraktorer